# Kostel svatého Martina (Petrovice u Karviné)
Kostel svatého Martina v Petrovicích u Karviné je římskokatolickým farním kostelem, který byl postaven v roce 1789 a náleží římskokatolické farnosti Petrovice u Karviné, děkanátu Karviná.

## Historie
V roce 1789 byl postaven nový zděný kostel na místě původních dřevěných kostelů. první dřevěný kostel byl postaven v roce 1335 a vyhořel v roce 1490. Nový dřevěný kostel byl postaven až v roce 1496, který byl zbořen v roce 1789 a místo něj vystavěn zděný. Kostel byl opravován v roce 1839, 1901 a 1908. V roce 2018 byla vyměněna střecha věže.
Varhany vyrobil Jan Has, varhanář v Olomouci a opravu provedl v roce 1846 varhanář Johann Neusser.

## Pamětní deska faráře Ludvíka Sobka
Od roku 1920 byl farářem Ludvík Sobek (1885–1950). Po roce 1948 byl vystaven perzekuci StB za své názory proti tehdejšímu režimu. Byl vyslýchán a při jednom výslechu mu byla odebrány klíče od fary. Dne 25. dubna 1950, dva týdny po výhružném dopise, byl nalezen v jedné místnosti fary oběšen. Přesto, že tělo neslo následky násilí, byl případ rychle uzavřen jako sebevražda. V ten den uhynuli na faře dva psi, pravděpodobně na otravu jedem.